# Marilyn Cochran
Marilyn Cochran nació el 7 de febrero de 1950 en Burlington (Estados Unidos), es una esquiadora retirada que ganó 1 Medalla en el Campeonato del Mundo (1 de bronce), 1 Copa del Mundo en disciplina de Eslalon Gigante y 3 victorias en la Copa del Mundo de Esquí Alpino (con un total de 15 podiums).
Su hermana Barbara Ann Cochran también fue una esquiadora, que logró ser Campeona Olímpica y medallista en Mundiales, además de cosechar también buenos resultados en la Copa del Mundo.

## Resultados

### Campeonatos Mundiales
- 1970 en Val Gardena, Italia
  - Combinada: 3.ª
  - Eslalon Gigante: 6.ª
  - Eslalon: 6.ª
  - Descenso: 9.ª
- 1974 en St. Moritz, Suiza
  - Eslalon Gigante: 8.ª

### Copa del Mundo

#### Clasificación general Copa del Mundo
- 1967-1968: 42.ª
- 1968-1969: 11.ª
- 1969-1970: 13.ª
- 1970-1971: 11.ª
- 1971-1972: 12.ª
- 1972-1973: 8.ª
- 1973-1974: 23.ª

#### Clasificación por disciplinas (Top-10)
- 1968-1969:
  - Eslalon Gigante: 1.ª
- 1969-1970:
  - Eslalon: 10.ª
- 1970-1971:
  - Eslalon Gigante: 8.ª
  - Eslalon: 10.ª
- 1971-1972:
  - Eslalon Gigante: 5.ª
- 1972-1973:
  - Eslalon Gigante: 7.ª
  - Eslalon: 9.ª

#### Victorias en la Copa del Mundo (3)

##### Eslalon Gigante (1)
| Fecha               | Lugar |
| ------------------- | ----- |
| 15 de marzo de 1973 | Naeba |

##### Eslalon (2)
| Fecha                 | Lugar        |
| --------------------- | ------------ |
| 13 de febrero de 1971 | Mt. St. Anne |
| 26 de enero de 1973   | Chamonix     |